# Luxones y tardiones
Luxón es un término informal para denominar a partículas sin masa que siempre viajan a la velocidad de la luz [cita requerida]. El término fue acuñado [¿quién?] como comparación con partículas hipotéticas capaces de viajar a mayor velocidad que la luz denominadas taquiones. Por comparación las partículas con masa que viajan a velocidades inferiores a la de la luz se denominan informalmente como tardiones [cita requerida].

## Luxones
Físicamente los luxones son las partículas intermediarias de las distintas fuerzas fundamentales y generalmente son conocidos como bosones de gauge. Los gluones (portadores de la fuerza nuclear fuerte) es un tipo de luxones conocidos hasta ahora. Los gluones nunca han sido observados solos debido a que se encuentran confinados en el interior de partículas masivas conocidas como hadrones. En teorías cuánticas de la gravedad los gravitones serían también luxones.
Los neutrinos fueron considerados durante mucho tiempo como otro tipo de luxones [cita requerida], sin embargo, tras el descubrimiento de los cambios de sabor de los neutrinos se determinó que éstos tienen masa por lo que, aunque se mueven a velocidades cercanas a las de la luz, no pueden ser considerados luxones.
Los luxones constituyen la base de una teoría alternativa sobre la naturaleza de las partículas fundamentales propuesta por el científico indio T. S. Natarajan y en la que todas las partículas serían esencialmente luxones con un movimiento interno y un movimiento externo.

## Tardiones
La materia másica por otra parte está formada básicamente por fermiones [cita requerida] con masa que se mueven a velocidades estrictamente inferiores a las de la luz. Aunque también existen algunos bosones másicos inestables, cuya masa representaría una fracción minúscula de toda la materia másica del universo [cita requerida]. La velocidad a la que se mueve un tardión está relacionada con su masa en reposo y con la energía por la relación:

(1){\displaystyle v=c{\sqrt {1-{\frac {m_{0}^{2}c^{4}}{E^{2}}}}}}

Donde:
{\displaystyle m_{0}\,} es la masa en reposo del tardión.
{\displaystyle E\,} es la energía total del tardión.
{\displaystyle c\,} es la velocidad de la luz.
De la relación (1) se sigue que si una partícula con masa real no-nula no puede alcanzar la velocidad de la luz, porque eso requeriría una cantidad de energía infinita. E igualmente la misma relación predice que una partícula de masa nula debe moverse a la velocidad de la luz.